# Sebastian Breza
Sebastian Breza (Ottawa, 15 marzo 1998) è un calciatore canadese, portiere del CF Montréal.

## Carriera
Cresciuto nei settori giovanili del Monopoli e del Palermo, gioca le sue prime partite nella quarta serie italiana con il Potenza. Il 29 gennaio 2020 viene ingaggiato dal Bologna con cui rimane per un anno collezionando qualche panchina in massima serie. Il 6 aprile 2021 il club emiliano comunica di aver ceduto in prestito il portiere canadese al CF Montréal, con cui esordisce ad agosto dello stanno anno contro il D.C. United; fino alla conclusione della stagione gioca otto partite in MLS subendo otto reti. Risulta decisivo nella semifinale del Canadian Championship, parando quattro rigori, durante la lotteria, e segnando quello decisivo per la conquista della finale, poi vinta. Le buone prestazioni nei tre match disputati gli valgono il premio di miglior giocatore del torneo.
Per la stagione successiva fa ritorno al club canadese, sempre in prestito, esordendo in CONCACAF Champions League contro il Santos Laguna, match in cui subisce la rete della vittoria del club messicano negli ultimi minuti di gioco.
Tornato al Bologna, il 27 gennaio 2023 viene nuovamente girato in prestito, questa volta alla Carrarese.
Il 15 gennaio 2024, il Bologna cede a titolo definitivo il portiere al CF Montréal.

## Statistiche

### Presenze e reti nei club
Statistiche aggiornate al 22 aprile 2024.
| Stagione            | Squadra            | Campionato         | Campionato | Campionato | Coppe nazionali | Coppe nazionali | Coppe nazionali | Coppe continentali | Coppe continentali | Coppe continentali | Altre coppe | Altre coppe | Altre coppe | Totale | Totale |
| Stagione            | Squadra            | Comp               | Pres       | Reti       | Comp            | Pres            | Reti            | Comp               | Pres               | Reti               | Comp        | Pres        | Reti        | Pres   | Reti   |
| ------------------- | ------------------ | ------------------ | ---------- | ---------- | --------------- | --------------- | --------------- | ------------------ | ------------------ | ------------------ | ----------- | ----------- | ----------- | ------ | ------ |
| 2016-2017           | Palermo            | A                  | 0          | 0          | CI              | -               | -               | -                  | -                  | -                  | -           | -           | -           | 0      | 0      |
| ago. 2017           | Monopoli           | C                  | 0          | 0          | CI-C            | 1               | -4              | -                  | -                  | -                  | -           | -           | -           | 1      | -4     |
| ago. 2017-2018      | Potenza            | D                  | 29+1       | -22        | CI-D            | 1               | -2              | -                  | -                  | -                  | -           | -           | -           | 31     | -24    |
| 2018-2019           | Potenza            | C                  | 8          | -6         | CI-C            | 5               | -2              | -                  | -                  | -                  | -           | -           | -           | 13     | -8     |
| ago.-dic. 2019      | Potenza            | C                  | 7          | -6         | CI+CI-C         | 1+2             | 0 + -3          | -                  | -                  | -                  | -           | -           | -           | 10     | -9     |
| Totale Potenza      | Totale Potenza     | Totale Potenza     | 44+1       | -34        |                 | 9               | -7              |                    | -                  | -                  |             | -           | -           | 54     | -41    |
| gen.-giu. 2020      | Bologna            | A                  | 0          | 0          | CI              | -               | -               | -                  | -                  | -                  | -           | -           | -           | 0      | 0      |
| 2020-gen. 2021      | Bologna            | A                  | 0          | 0          | CI              | -               | -               | -                  | -                  | -                  | -           | -           | -           | 0      | 0      |
| Totale Bologna      | Totale Bologna     | Totale Bologna     | 0          | 0          |                 | 0               | 0               |                    | -                  | -                  |             | -           | -           | 0      | 0      |
| 2021                | CF Montréal        | MLS                | 8          | -8         | CC              | 3               | -1              |                    | -                  | -                  |             | -           | -           | 11     | -9     |
| 2022                | CF Montréal        | MLS                | 19         | -35        | CC              | -               | -               | CCL                | 3                  | -2                 |             | -           | -           | 22     | -37    |
| gen.-giu. 2023      | Carrarese          | C                  | 14+1       | -10 + -1   | CI-C            | -               | -               | -                  | -                  | -                  | -           | -           | -           | 15     | -11    |
| ago. 2023-gen. 2024 | Yverdon            | SL                 | 5          | -9         | CS              | 2               | -1              |                    | -                  | -                  | -           | -           | -           | 7      | -10    |
| 2024                | CF Montréal        | MLS                | 0          | 0          | CC              | -               | -               |                    | -                  | -                  | LC          | -           | -           | 0      | 0      |
| Totale CF Montréal  | Totale CF Montréal | Totale CF Montréal | 27         | -43        |                 | 3               | -1              |                    | 3                  | -2                 |             | -           | -           | 33     | -46    |
| Totale carriera     | Totale carriera    | Totale carriera    | 96+2       | -102 + -1  |                 | 15              | -13             |                    | 3                  | -2                 |             | -           | -           | 116    | -118   |

## Palmarès

### Club

#### Competizioni nazionali
- Canadian Championship: 1

CF Montréal: 2021

### Individuale
- George Gross Memorial Trophy: 1

2021